# Czoppán Flóra
Czoppán Flóra (Kolozsvár, 1891. április 24. – Budapest, 1945. március 5.) színésznő.

## Életpályája
Első szerepét (Julika; Molnár Ferenc: Liliom című színdarabjából) Janovics Jenőtől kapta 1908-ban. 1908–1934 között a kolozsvári társulat vígjátéki és operett-előadásainak ünnepelt színésznője volt. 1937. november 25-én ünnepelte 30 éves színészi jubileumát.
Jellemformáló készsége erőteljes, eszközei változatosak. Minden szerepét valamilyen jellegzetes vonással ruházta fel.

## Színházi szerepei
- Molnár Ferenc: Liliom – Julika
- Harsányi Zsolt: A zenélő óra – Binderné
- Huszka Jenő: Erzsébet – Königstahl grófnő
- Tamási Áron: Csalóka szivárvány – Rózsi néni
- Kós Károly: Budai Nagy Antal – Bese Tamásné
- William Shakespeare: Rómeó és Júlia – Montague-né

## Filmjei
- A hadtest parancsnok (1917)
- A kancsuka hazájában (1918)
- A Két árva (1920)
- Kalotaszegi Madonna (1943)